# Jean-Claude Raux
Jean-Claude Raux, né le 18 janvier 1967 à Argentan (Orne), est un professeur de lettres-anglais en lycée professionnel et homme politique français.
Il est élu député dans la 6e circonscription de la Loire-Atlantique lors des élections législatives de 2022, investi par la NUPES. Il est réélu en 2024.
Il a été maire de Saffré de 2020 à 2022.

## Biographie
Jean-Claude Raux est enseignant de lettres et d’anglais dans un lycée professionnel à Redon. Dans sa jeunesse il a été DJ à Argentan (Orne).
Militant associatif dans le domaine culturel, il est élu conseiller municipal de Saffré, une commune de 4 000 habitants en Loire-Atlantique, en 2008. Il en devient le maire en 2020. 
Il est investi par la Nouvelle Union populaire écologique et sociale comme candidat dans la 6e circonscription de la Loire-Atlantique à l'issue d'une primaire citoyenne. Non-encarté mais sympathisant écologiste, il explique avoir « toujours porté des valeurs de gauche » et s’être porté candidat en raison du « sentiment d’urgence par rapport aux questions climatiques et sociales ». Jean-Claude Raux est élu au second tour avec 53 % des suffrages face au candidat de la majorité présidentielle,.
À l'Assemblée nationale, il siège au sein du groupe écologiste. Il est membre de la Commission des Affaires culturelles et de l'Éducation. 
Candidat EELV-NFP aux élections législatives de 2024, en tête au premier tour, il emporte la sixième circonscription de Loire-Atlantique devant le candidat RN Julio Pichon et le candidat divers droite, ancien LR, Alain Hunault, qui s'était maintenu malgré une troisième place au premier tour.  